# Otto le Roi

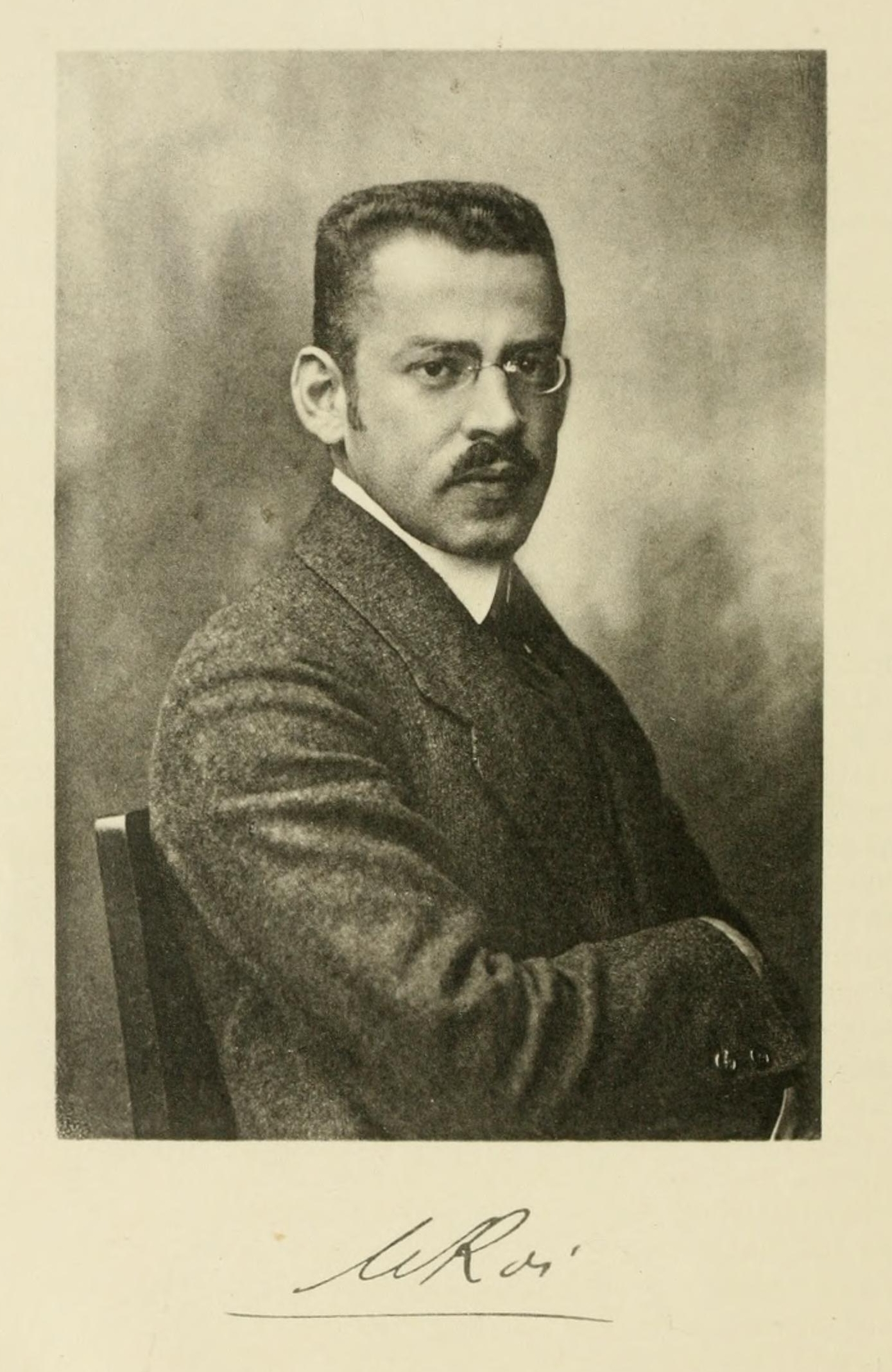

Otto le Roi (28 tháng 11 năm 1878 – 11 tháng 10 năm 1916) là một nhà tự nhiên học người Đức gốc Pháp. Ông từng làm việc tại Bảo tàng Koenig, chuyên môn về các loài chim. Bên cạnh đó ông cũng quan tâm đến các loài chuồn chuồn, động vật lưỡng cư và động vật thân mềm.
Ông sinh ra ở Zweibrücken. Tổ tiên của ông là người Pháp và đã phụng sự các hoàng đế Pháp. Ông học chuyên ngành nhân văn học tại Apostle Gymnasium ở Köln, và sau đó học Dược tại Đại học Bonn. Ông đã vượt qua kỳ thi Staatsexamen vào năm 1904 nhưng quyết định theo đuổi sở thích của mình với ngành động vật học. Ông nhận bằng tiến sĩ vào năm 1906 cho các nghiên cứu về hà biển. Ông tiếp tục các cuộc thám hiểm để sưu tầm các loài sinh vật vào các năm 1907 và 1908 đến Spitzbergen. Năm 1910, ông đến thăm thung lũng sông Nile.